# Eduardo Marquina

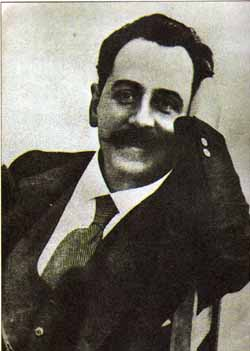
Eduardo Marquina

Eduardo Marquina (n. 21 ianuarie 1879 la Barcelona - d. 21 noiembrie 1946 la New York) a fost un dramaturg și poet spaniol, reprezentant al Școlii moderniste catalane.
A scris piese de teatru în stil poetic neoromantic în versuri de inspirație istorică și națională și o lirică bucolică închinată bucuriilor simple ale vieții.

## Scrieri
- 1900: Odas ("Ode");
- 1902: Eglogas ("Egloge");
- 1905: Elegias ("Elegii");
- 1908: Las hijas del Cid ("Fiicele Cidului");
- 1909: En Flandes se ha puesto el sol ("În Flandra a apus soarele");
- 1910: Doñia María la brava ("Doña María cea vitează");
- 1910: Canciones del momento ("Cântece de moment");
- 1914: Tierras de España ("Pământuri ale Spaniei");
- 1927: La ermita, la fuente y el río ("Schitul, izvorul și râul");
- 1914: Cuando florezcan los rosales ("Când vor înflori trandafirii").